# Carlo Cafiero
Carlo Cafiero (Barletta, Italia, 1 de septiembre de 1846 – Campania, Italia, 7 de junio de 1892) fue un anarquista italiano, amigo cercano de Mijaíl Bakunin y Errico Malatesta durante la segunda mitad del siglo XIX.

## Biografía

### Primeros años
Carlo Cafiero nació en Barletta, en la región italiana de Apulia, en el seno de una familia rica, fuertemente religiosa y aristócrata (antiguos marqueses). Su padre fue Carbonario en 1821, por otra parte, uno de sus hermanos, así como su hermanastro fueron diputados, mientras Carlo Cafiero siempre fue considerado como la "oveja negra" de la familia. En 1864 viaja a Nápoles donde se titula en Derecho. Luego viaja a Florencia para emprender una carrera diplomática. En los inicios de 1870 vivió en París como huésped del pintor Giuseppe De Nittis, un compañero proveniente de su pueblo natal que lo describió como "un apuesto joven, fascinante para las mujeres". Más tarde viaja a Londres, donde mantiene contactos con la I Internacional, y comienza a militar en filas revolucionarias.

### Actividades como militante de la Primera Internacional
En Londres establece contacto con Marx y Engels. Se une a la Asociación Internacional de los Trabajadores y es enviado a Italia para difundir el marxismo, donde, en cambio, había una fuerte influencia del colectivismo bakunista y el republicanismo de Giuseppe Mazzini.
Restauró la sección antigua de 'L'Internazionale' en Nápoles, con la ayuda de Fanelli y de los jóvenes Errico Malatesta, Carmelo Paladino y Emilio Covelli. Esta sección se había fundado en 1868 y el 14 de agosto de 1871 había sido prohibida mediante un decreto ministerial por lo que, hasta que Cafiero y sus compañeros la restauraron, prácticamente no había organizaciones obreras en Italia.
A Cafiero se le adjudicó como tarea el envío de cartas al Consejo general de Londres, lo que contribuyó a estrechar su relación con Fr. Engels, que por aquel entonces era secretario del Consejo general itálico-español.
Precisamente en el II Congreso de la Federación Italiana de la Primera Internacional, celebrado en Bolonia en marzo de 1873, Cafiero fue detenido junto a otros asistentes hasta mayo de ese mismo año.

### Construcción deLa Baronata
A su salida de la cárcel, Cafiero pone en marcha un ambicioso plan: intentar construir una casa en Suiza con el dinero recibido de la herencia de sus padres. En esta casa tenía pensado alojar a los revolucionarios pertenecientes a la Internacional que corriesen peligro en sus respectivos países. El refugio es bautizado con el nombre de "La Baronata".
Con esta idea compra una pequeña villa próxima a la frontera italiana, en la que aloja a Bakunin, con quien tenía una estrecha relación tras haberlo acompañado durante un año, y quien le había hecho renunciar al socialismo autoritario. También se alojan en La Baronata otros camaradas durante un corto espacio de tiempo; pero el proyecto fracasó rotundamente, y para mediados de 1874, Cafiero había dilapidado casi toda su fortuna.
Con el resto del dinero, Cafiero financia algunos pequeños movimientos insurreccionales que estallaron en verano de 1874, los cuales no tuvieron demasiada trascendencia internacional.
En 1875 Cafiero viaja a Milán y se une al personal editorial del primer periódico socialista con regularidad diaria, La Plebe, dirigido por Enrico Bingami.

### Insurrección en Italia
En abril de 1877, Cafiero, Malatesta, Ceccarelli, el ruso Sergei Kravchinski (alias Stepniak), junto con otros 30 camaradas, comienzan una insurrección en la provincia de Benevento. Debido a una traición los acontecimientos se precipitan, y algunos anarquistas toman las armas antes de tiempo y siendo la estación (invierno) la menos propicia para este intento revolucionario.
Primero, se toma la aldea de San Lupo y los municipios de Gallo y Letino sin la necesidad de emplear las armas; en este último municipio son recibidos con gran entusiasmo. Las armas y los bienes expropiados son distribuidos entre la gente, el dinero de los impuestos es devuelto y los documentos oficiales, destruidos. El pueblo, tras haber escuchado un emotivo discurso pronunciado por Cafiero sobre la nueva sociedad libertaria, apoya a los rebeldes.
Este discurso convenció incluso al sacerdote de San Lupo que explicó a sus correligionarios que los internacionalistas eran "los verdaderos apóstoles enviados por el señor". El día siguiente, la aldea de Gallo fue tomada de forma similar. Desafortunadamente, mientras dejaban Gallo, los insurgentes fueron apresados junto con otros compañeros que intentaban sublevar a los campesinos de la Campania y Summo.
Cafiero estuvo por este hecho en prisión más de un año luego de ser llevado a juicio, donde todos los acusados fueron absueltos en agosto de 1878.
Esta insurrección recibió fuertas críticas por parte del sector socialdemócrata de la Internacional. Por ejemplo, el periódico del Partido Sozial-Demokratie de Alemania (SPD) (bastión de Karl Marx y primer partido socialdemócrata de la historia) tachó a los sublevados de "simples malhechores que nada tenían que ver con la I Internacional".

### Obra culminante y comienzo de sus problema mentales
Durante su estadía en prisión nunca cesó su contacto con la Internacional; durante este tiempo Cafiero escribió su obra más importante: "El Compendio sobre El Capital", el cual fue publicado por la editorial "La Plebe" en Milán. La obra fue apreciada incluso por Marx, quien la encontró superior a otros trabajos similares. El compendio fue escrito para que la teoría sobre El Capital pudiera ser conocida entre estudiantes, trabajadores instruidos y pequeños propietarios.
Durante 1878 Cafiero vivió en Marsella trabajando como cocinero y portuario. En octubre es arrestado con Malatesta, luego liberado y expulsado de Francia. Vuelva a Suiza donde conoce a Kropotkin y, con la colaboración de Elisée Reclus, compila y publica el ensayo Dios y el Estado escrito por Bakunin. Luego de ser arrestado y prontamente liberado durante 1881, viaja a Londres donde se queda viviendo un año. Ahí es víctima de una extraña enfermedad, posiblemente algún tipo de esquizofrenia, que le hace sentirse perseguido. En marzo de 1882 vuelve a Italia y expresa su voluntad de participar en las campañas electorales. El 5 de abril es arrestado sin cargo alguno, durante el 2 de mayo y estando en prisión, es víctima de una crisis mental aguda e intenta suicidarse. El escándalo de un enfermo mental en prisión sin razón alguna explota, y Cafiero es liberado con la única condición de vivir obligatoriamente en Barletta o exiliarse en Suiza.

### Exilio y últimos días de Cafiero
Demacrado y consumido por la fiebre, prefiere el exilio en Chiasso, donde intenta suicidarse nuevamente.
Emilio Bellerio lleva a Cafiero a Locarno y Malatesta escribe sobre él "Si su mente está enferma, su corazón aún sigue sano...". En febrero de 1883, Cafiero intenta dejar Florencia, pero es encontrado en una gruta con hipotermia. Luego de ser atendido por un doctor y la policía, es transferido a un hospital psiquiátrico. Olimpia Kutusoff, pareja de Cafiero, vuelve de Rusia en 1886, pues había sido enviada a Siberia por agitación socialista, para ayudarlo en su situación, pero esta rompe la relación tras un año y medio, pues la enfermedad de Cafiero hace que sea un peligro para ella.
Cafiero expresa su voluntad de volver a Barletta donde llega en la segunda mitad de 1889, sin embargo sus hermanos le dan la espalda. Luego de vivir algún tiempo en un hotel, su hermano Pietrantonio se hace cargo de él. En 1891, luego de otra crisis mental, Cafiero es confinado en el hospital psiquiátrico donde fallece.
Su médico, que había estado carteándose con Olympia Kutussof sobre el estado de salud del revolucionario, le dice en su última carta que Cafiero había fallecido debido a una "tuberculosis intestinal".